# Paolo Pizzetti
Paolo Pizzetti (24 luglio 1860 – 14 aprile 1918) è stato un geodeta, astronomo, geofisico e matematico italiano.

## Biografia
Laureatosi in ingegneria a Roma nel 1880, vi restò come assistente collaborando con Giuseppe Pisati e Enrico Pucci alla determinazione assoluta della gravità. Nel 1886 divenne professore di geodesia all'Università di Genova e nel 1900 passò all'Università di Pisa, dove rimase sino alla morte.
Scrisse la voce "Höhere Geodäsie" ("geodesia") della Enzyklopädie der mathematischen Wissenschaften mit Einschluss ihrer Anwendungen (Enciclopedia delle scienze matematiche e loro applicazioni). 
Fu socio dell'Accademia dei Lincei dell'Accademia delle scienze di Torino.
A lui è stato nominato un cratere lunare.

## Opere
- "I fondamenti matematici per la critica dei risultati sperimentali", Atti della R. Università di Genova, 1891.
- Trattato di Geodesia Teoretica, Nicola Zanichelli Editore, Bologna, 1905.
- Principii della teoria meccanica delle figure dei pianeti, Enrico Spoerri, Pisa, 1913.